# Odile Bailleux
Odile Bailleux (Trappes, 30 december 1939 – Parijs, 18 november 2024) was een Franse organiste en klaveciniste.

## Levensloop
Bailleux studeerde piano aan het Conservatorium van Versailles en behaalde in 1965 het hoger diploma voor orgel in de École César-Franck in Parijs. Ze volgde hiervoor lessen bij Jean Fellot en Édouard Souberbielle. Tegelijk studeerde ze verder piano, harmonie en contrapunt. In 1969-70 studeerde ze nog verder in Frankfurt am Main bij Helmut Walcha als een van de weinige Fransen die bij deze meester in de leer gingen. De sterkste invloeden werden op haar uitgeoefend door Walcha, Gustav Leonhardt, Scott Ross en Michel Chapuis. In 1964 nam ze deel aan de Internationale Orgelacademie in Saint-Maximin. In 1966 werd ze assistente van Antoine Reboulot voor het orgel van Saint-Germain-des-Prés. Vanaf 1980 doceerde ze aan het Conservatorium van Bourg-la-Reine. Tegelijk gaf ze veel orgelconcerten in Europa. Ondertussen bleef ze haar klavecimbelkennis onderhouden door de basso continuo te spelen in  Musique-Ensemble van Michel Henry. Ze werd co-organist-titularis van het orgel in de kerk Notre-Dame-des-Blancs-Manteaux in Parijs. 
In 1982 was ze jurylid voor het internationaal orgelconcours van Brugge, in het kader van het Festival Musica Antiqua.
Bailleux overleed op 18 november 2024 op 84-jarige leeftijd.

## Discografie
Bailleux heeft weinige maar interessante platenopnamen gemaakt, onder meer de 'Livre d'Orgue' van Nicolas de Grigny, een opname uit 1983 op het orgel van de kathedraal van Albi. Ze ontving er een 'Diapason d'Or' voor.